# Lojsta socken
Lojsta socken på Gotland ingick i Gotlands södra härad, ingår sedan 1971 i Gotlands kommun och motsvarar från 2016 Lojsta distrikt.
Socknens areal är 22,12 kvadratkilometern varav 21,96 land. År 2020 fanns här 106 invånare. Sockenkyrkan Lojsta kyrka ligger i socknen. 

## Administrativ historik
Lojsta socken har medeltida ursprung. Socknen tillhörde Fardhems ting som i sin tur ingick i Hoburgs setting i Sudertredingen.
Vid kommunreformen 1862 övergick socknens ansvar för de kyrkliga frågorna till Lojsta församling och för de borgerliga frågorna bildades Lojsta landskommun. Landskommunen inkorporerades 1952 i Hemse landskommun och ingår sedan 1971 i Gotlands kommun.
1 januari 2016 inrättades distriktet Lojsta, med samma omfattning som församlingen hade 1999/2000.  
Socknen har tillhört samma fögderier och domsagor som Gotlands södra härad. De indelta båtsmännen tillhörde Gotlands andra båtsmanskompani.

## Geografi
Lojsta socken ligger norr om Hemse i södra Gotlands inland. Socknen är en skogstrakt som i norr på Lojsta hed når Gotlands högsta höjder med 83 meter över havet och i söder har odlingsbygd i dalar mellan kalkklintar. I öster finns ett säreget landskap med höga klintar som stupar ner i de djupa Lojstasjöarna. 
Tonnklints naturreservat och Lojsta prästänge ligger i Lojsta socken.

### Gårdsnamn
Annexen, Ase, Autsarve, Bjärs, Båtels, Fride, Graunvik, Klints, Kvie, Rovide, Siffride, Skote.

### Ortnamn
Leil Klints.

## Fornlämningar
Från järnåldern finns små gravfält, husgrunder, stensträngar och sliprännestenar. Två runristningar är kända vid kyrkan och en vikingatida silverskatt och en guldbrakteat har påträffats. Lojsta slott och Lojstahallen ligger i den angränsande Stånga socken.

## Namnet
Namnet (1412 Löstum) innehåller lojst, lojstar, 'flackt fält; kal ofruktbar slätt', oklart vilken plats som avses.

## Befolkningsutveckling
| Befolkningsutvecklingen i Lojsta socken 1750–2020 | Befolkningsutvecklingen i Lojsta socken 1750–2020 | Befolkningsutvecklingen i Lojsta socken 1750–2020 | Befolkningsutvecklingen i Lojsta socken 1750–2020 | Befolkningsutvecklingen i Lojsta socken 1750–2020 |
| --- | ------------------------------------------------- | ------------------------------------------------- | ------------------------------------------------- | ------------------------------------------------- |
| |                                                   |                                                   |                                                   |                                                   |
| År |                                                   |                                                   | Folkmängd                                         |                                                   |
| 1750 | 1750                                              |                                                   | 143                                               |                                                   |
| 1760 | 1760                                              |                                                   | 124                                               |                                                   |
| 1769 | 1769                                              |                                                   | 143                                               |                                                   |
| 1780 | 1780                                              |                                                   | 134                                               |                                                   |
| 1790 | 1790                                              |                                                   | 126                                               |                                                   |
| 1800 | 1800                                              |                                                   | 141                                               |                                                   |
| 1810 | 1810                                              |                                                   | 154                                               |                                                   |
| 1830 | 1830                                              |                                                   | 186                                               |                                                   |
| 1840 | 1840                                              |                                                   | 182                                               |                                                   |
| 1850 | 1850                                              |                                                   | 229                                               |                                                   |
| 1860 | 1860                                              |                                                   | 266                                               |                                                   |
| 1870 | 1870                                              |                                                   | 302                                               |                                                   |
| 1880 | 1880                                              |                                                   | 320                                               |                                                   |
| 1890 | 1890                                              |                                                   | 295                                               |                                                   |
| 1900 | 1900                                              |                                                   | 302                                               |                                                   |
| 1910 | 1910                                              |                                                   | 303                                               |                                                   |
| 1920 | 1920                                              |                                                   | 292                                               |                                                   |
| 1930 | 1930                                              |                                                   | 278                                               |                                                   |
| 1940 | 1940                                              |                                                   | 282                                               |                                                   |
| 1950 | 1950                                              |                                                   | 228                                               |                                                   |
| 1960 | 1960                                              |                                                   | 191                                               |                                                   |
| 1970 | 1970                                              |                                                   | 170                                               |                                                   |
| 1980 | 1980                                              |                                                   | 141                                               |                                                   |
| 1990 | 1990                                              |                                                   | 120                                               |                                                   |
| 2000 | 2000                                              |                                                   | 122                                               |                                                   |
| 2010 | 2010                                              |                                                   | 100                                               |                                                   |
| 2020 | 2020                                              |                                                   | 106                                               |                                                   |
| Anm: Källor: Umeå universitet - Tabellverket 1749-1859, Demografiska databasen, CEDAR, Umeå universitet, Befolkningsutvecklingen i Gotlands socknar 2000 - 2010, Befolkning per församling, Folkmängden per distrikt, landskap, landsdel eller riket efter kön. År 2015 - 2022. |                                                   |                                                   |                                                   |                                                   |

### Fotnoter
1. 1 2  Svensk Uppslagsbok andra upplagan 1947–1955: Lojsta socken
2. ↑  ”Folkmängden per distrikt, landskap, landsdel eller riket efter kön. År 2015 - 2022”. Statistikdatabasen. Statistiska centralbyrån. http://www.statistikdatabasen.scb.se/pxweb/sv/ssd/START__BE__BE0101__BE0101A/FolkmangdDistrikt/. Läst 23 april 2023.
3. ↑  Harlén, Hans; Harlén Eivy (2003). Sverige från A till Ö: geografisk-historisk uppslagsbok. Stockholm: Kommentus. Libris 9337075. ISBN 91-7345-139-8
4. ↑  Administrativ historik för Lojsta socken (Klicka på församlingsposten). Källa: Nationella arkivdatabasen, Riksarkivet.
5. ↑  Om Gotlands båtsmanskompani
6. 1 2  Sjögren, Otto (1931). Sverige geografisk beskrivning del 2 Östergötlands, Jönköpings, Kronobergs, Kalmar och Gotlands län. Stockholm: Wahlström & Widstrand. Libris 9939
7. 1 2 3  Nationalencyklopedin
8. ↑  Förteckning över slipskåror
9. ↑  Fornlämningar, Statens historiska museum: Lojsta socken
10. ↑  Fornminnesregistret, Riksantikvarieämbetet: Lojsta socken Fornminnen i socknen erhålls på kartan genom att skriva in sockennamn (utan "socken") i "Ange geografiskt område"
11. ↑  Mats Wahlberg, red (2003). Svenskt ortnamnslexikon. Uppsala: Institutet för språk och folkminnen. Libris 8998039. ISBN 91-7229-020-X. https://isof.diva-portal.org/smash/get/diva2:1175717/FULLTEXT02.pdf